# Kikimora

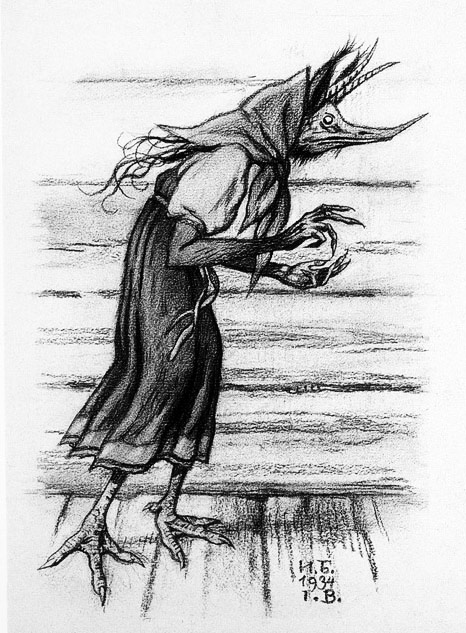
Illustrata da Ivan Bilibin

Nella mitologia slava, Kikimora (in russo кикимора?), conosciuta anche come Kikomori, è uno spirito  che risiede nella casa, come il Domovoj, ma a differenza di questo è un essere malvagio.
In un disegno di Ivan Bilibin del 1934 la kikimora è ritratta come una vecchia dal lungo naso a becco d'uccello e con zampe di gallina.. 
La parola kikimora significa spirito maligno di mora, quest'ultimo identificabile come una sorta di incubo notturno.
In Siberia era diffusa la credenza in una kikimora abitante delle paludi, moglie di Lešij, il signore della foresta. La sua presenza può essere riconosciuta da impronte bagnate sui sentieri boschivi.
Kikimora detesta le donne pigre e protegge le buone massaie, cullando i loro bimbi durante la notte. In una casa dove regna l'incuria la kikimora sottopone i suoi abitanti ad ogni tipo di molestia e si mette a filare di notte facendo fischiare il fuso. Si dice che una persona che veda una kikimora filare all'ingresso della casa sia presto destinata a morire.
Per placare l'ira della kikimora bisogna lavare tutte le pentole e le stoviglie con della felce maschio. Una pietra forata o un mazzo di ramoscelli di ginepro, appeso sopra il luogo di nidificazione dei polli, sarebbero i rimedi necessari per proteggere le uova.

## Fortuna
- La kikimora è oggetto del poema sinfonico op. 63 di Anatoly Liadov, composto nel 1910 su ispirazione di un racconto popolare di I.P. Sakharov:

“Vive e cresce Kikimora presso lo stregone fra i monti rocciosi. Da
mattina a sera le racconta il gatto saggio favole d'oltremare. Dalla sera
alla mattina ella è cullata su un giaciglio di cristallo. In sette anni
Kikimora è cresciuta. Gracile e ombrosa è Kikimora; il suo piccolo
capo è grande come un ditale e il suo corpo come una festuca. Strepita e
stride Kikimora da mattina a sera; fischia e sibila da sera a mezzanotte; e
da mezzanotte fino all'alba tesse all'arcolaio, tende il filo e taglia al telaio
l'ordito di seta. E fila e fila Kikimora pensieri malvagi contro l'intera
umanità.”
- Kikimora palustris è anche il nome dato nel 1988 da Kirill Eskov a un genere della famiglia delle Linyphiidae, scoperto in Russia e in Finlandia.[7]

- Una kikimora è per Vladimir Megré la donna sposata incautamente, solo in apparenza dotata di buone qualità. Per estensione il termine ben si attaglia alla moglie trascurata, brontolona e sempre di cattivo umore, che rende la vita di suo marito (e degli uomini in generale) insopportabile.[8]

- Nel romanzo fantasy La città dalle porte blu, scritto da Anna Dankovceva nel 2004, uno dei personaggi principali è la kikimora Pigna che accompagna il protagonista Ivan nella prima parte del suo viaggio verso il Regno al di là dei Mari.[9]